# 馬里亞尼夫卡 (海辛區)
48°46′41″N 29°21′49″E / 48.77806°N 29.36361°E
馬里亞尼夫卡（烏克蘭語：Мар'янівка），是烏克蘭的村落，位於該國西南部文尼察州，由海辛區負責管轄，始建於1650年，面積1.29平方公里，海拔高度187米，2001年人口977。